# James Kamte
James B. Kamte (Humansdorf, 20 juli 1982) is een golfprofessional uit Zuid-Afrika.
Kamte begon met voetbal maar ook al jong met golf en heeft een succesvolle amateurscarrière met golf gehad. Hierdoor kreeg hij van allerlei leden van omliggende golfclubs financiële steun om naar Woodridge College te gaan, waar veel aan sport gedaan wordt. Hij deed examen in 2000 en was lid van de Ernie Els Foundation van 2000-2003. Hij won in 2002 het Gauteng North Open en behaalde veel top-5 plaatsen bij andere grote toernooien.

## Professional
In 2004 werd Kamte professional. Na enkele jaren op de Sunshine Tour (ST) en de European Challenge Tour en een beetje op de Aziatische PGA Tour (AT) te hebben gespeeld haalde hij bij zijn derde poging via de Tourschool een spelerskaart voor de Europese PGA Tour van 2008. De resultaten daar vallen niet mee.

### Gewonnen
Nationaal
- 2008: Metmar Highveld Classic

Sunshine Tour
- 2007: Seekers Travel Pro-Am
- 2008: Dimension Data Pro-Am, Highveld Classic
- 2011: BMG Classic

Aziatische PGA Tour
- 2009: Asian Tour International in Thailand